# East Khasi Hills
East Khasi Hills is een district van de Indiase staat Meghalaya. Het district telt 660.994 inwoners (2001) en heeft een oppervlakte van 2752 km². Het bestuurlijke centrum is Shillong, tevens de hoofdstad van heel Meghalaya.
Garo Hills:
East Garo Hills · North Garo Hills · South Garo Hills · South West Garo Hills · West Garo Hills · 
Khasi Hills:
East Khasi Hills · South West Khasi Hills · West Khasi Hills · Ri-Bhoi 
Jaintia Hills:
East Jaintia Hills · West Jaintia Hills